# Ozma-projektet
Ozma-projektet (eller Projekt Ozma) var et tidligt amerikansk SETI-projekt fra 1960, hvor forskere for første gang systematisk forsøgte at opfange radiosignaler fra andre intelligente væsener. Projektet var under ledelse af radioastronomen Frank D. Drake. 
I perioden fra april til juli 1960 afsøgte forskerne himmelrummet med et 2,59 m stort radioteleskop. Projekt Ozma fandt ikke spor af radiosignaler fra udenjordiske væsner, men dannede grundlag for fremtidige afsøgninger. 

## Eksterne link
- Early SETI: Project Ozma, Arecibo Message Arkiveret 14. november 2013 hos  Wayback Machine, fra SETI instituttets hjemmeside. (engelsk)

| Astronomi | Spire Denne artikel om astronomi er en spire som bør udbygges. Du er velkommen til at hjælpe Wikipedia ved at udvide den. |